# Saint-Georges-sur-Baulche
Saint-Georges-sur-Baulche là một xã của Pháp,tọa lạc ở tỉnh Yonne trong vùng Bourgogne.

## Hành chính
| Danh sách các thị trưởng               |           |                  |      |         |
| Giai đoạn                              | Giai đoạn | Tên              | Đảng | Tư cách |
| tháng 3 năm 2001                       |           | Hubert Moissenet | UMP  |         |
| avril 2008                             |           | Maurice Valette  | SE   |         |
| Tất cả các dữ liệu trước đây không rõ. |           |                  |      |         |

## Thông tin nhân khẩu
| Năm | 1962 | 1968  | 1975  | 1982  | 1990  | 1999  | 2005  |
| --- | ---- | ----- | ----- | ----- | ----- | ----- | ----- |
| Dân số | 718  | 1 364 | 2 962 | 3 385 | 3 186 | 3 155 | 3 261 |
| From the year 1962 on: No double counting—residents of multiple communes (e.g. students and military personnel) are counted only once. |      |       |       |       |       |       |       |